# Vuoleb Sårvejaure
Vuoleb Sårvejaure är en sjö i Arjeplogs kommun i Lappland och ingår i Skellefteälvens huvudavrinningsområde. Sjön har en area på 0,37 kvadratkilometer och ligger 760,5 meter över havet.